# Hiitanrivier
De Hiitanrivier (Hiitanjåkka / Hiitanjohka) is een (berg)beek die stroomt binnen de Zweedse  gemeente Kiruna. De beek ontstaat op de hellingen van de berg Hiitanoaivvit van meer dan  700 meter hoog en van de Borjjasoaivi van 724 meter. Ze stroomt eerst naar het oosten, daarna naar het zuiden. Ze gaat op in de Lainiorivier.
Afwatering: Hiitanrivier → Lainiorivier → Torne → Botnische Golf